# Alessandro Michieletto
Alessandro Michieletto (Desenzano del Garda, 5 de diciembre de 2001) es un jugador profesional de voleibol italiano que juega como receptor/atacante en el Trentino Volley y en la  selección italiana.

## Trayectoria

### Clubes
Hijo del también voleibolista Riccardo Michieletto, Alessandro crece en los equipos juveniles del Trentino Volley y debuta con el primer equipo el 13 de febrero de 2019 en un partido de Copa CEV antes los suizos del Volley Amriswil.
El año siguiente juega su primer partido en la Superlega de Italia mientras que a partir de la temporada 2020/21 es integrado de forma definitiva en la plantilla. El 24 de octubre de 2021 gana la Supercopa de Italia con el conjunto trentino, su primer título a nivel de club.

### Selección
A partir de 2017 Michieletto se desempeña en las categorías inferiores de la selección italiana: es medalla de bronce con la Sub-18 en la Eurocopa de 2018, de oro en el Mundial Sub-19 de 2019, plata en la Eurocopa Sub-20 de 2020 y oro en el Mundial Sub-21 de 2021 donde es también elegido MVP de la competición.
En mayo de 2021 debuta con la absoluta en un partido de la VNL ante Polonia y un mes más tarda es también convocado por los Juegos Olímpicos de Tokio donde juega de titular. En septiembre de 2021 se corona campeón de Europa al ganar a Eslovenia en la final del Campeonato Europeo de 2021, cita en la cual es nombrando en el equipo ideal y un año más tarde se lleva la corona mundial en la cita de Polonia y Eslovenia 2022.

## Palmarés

### Clubes
- Supercopa de Italia (1): 2021

### Selección categorías inferiores
- Campeonato Europeo Sub-18 de 2018
- Campeonato Mundial Sub-19 de 2019
- Campeonato Europeo Sub-20 de 2020
- Campeonato Mundial Sub-21 de 2021

### Premios Individuales
- Campeonato europeo Sub-20: MVP
- Eurocopa 2021: Mejor receptor/atacante
- Campeonato mundial Sub-21: MVP